# Clarembaldus von Arras
Clarembaldus von Arras (auch Clarenbaldus, genannt auch Clarembald von Arras) (* ca. 1110; † ca. 1187) war ein Theologe, der der Schule von Chartres angehörte.
Er war Schüler von Hugo von St. Viktor und Thierry von Chartres, wurde 1152 Propst von Arras und 1156 Archidiakon. Kurzfristig lehrte er Philosophie auch an der Schule von Laon (um 1147–1159). Dort verfasste er seinen Kommentar zu Boethius De Trinitate (Über die Dreifaltigkeit), in dem er wie Walter von Mortagne, dem er damals unterstand, Lehrmeinungen von Abaelard und Gilbert von Poitiers kritisierte. In seiner Kritik ist deutlich der Einfluss von Bernhard von Clairvaux zu erkennen. In Laon entstand auch der Kommentar zu einer weiteren Schrift des Boethius: De Hebdomadibus. Ein weiterer Traktat über das Buch Genesis ist einer vornehmen Dame gewidmet, die genauso wenig identifiziert werden kann wie der Odo, ein Freund, dem Clarembaldus den Kommentar zu De Trinitate zur kritischen Durchsicht zugeeignet hatte. Anscheinend waren seine gelehrten Schriften nicht sehr erfolgreich, denn die Überlieferung beschränkt sich auf fünf Handschriften, die mit Ausnahme von Oxford, Balliol College 296 alle in französischen Bibliotheken liegen.

## Werke
- Tractatus super librum Boetii De Trinitate

### Ausgaben
- Nikolaus Martin Häring (Hrsg.): The Life and Works of Clarembald of Arras : a Twelfth-Century Master of the School of Chartres. Pontificial Institute, Toronto 1965.
- Concetto Martello: Fisica della creazione : la cosmologia di Clarembaldo di Arras ; testo, traduzione e commento. CUECM, Catania 1998.
- Wilhelm Jansen: Der Kommentar des Clarenbaldus von Arras zu Boethius de Trinitate : ein Werk aus der Schule von Chartres im 12. Jhd. Müller & Seiffert, Breslau 1926. (Nachdruck: Minerva, Frankfurt am Main 1975, ISBN 3-86598-285-9)

### Studien
- Nikolaus Martin Häring: Clarenbaldus. In: Lexikon des Mittelalters (LexMA). Band 2. Artemis & Winkler, München/Zürich 1983, ISBN 3-7608-8902-6, Sp. 2128.
- Nikolaus M. Häring: Clarembald of Arras. Life and Works of Clarembald of Arras, a Twelfth-Century Master of the School of Chartres. Toronto 1965 (= Pontifical Institute of Mediaeval Studies. Studies and Texts. Band 10).
- Nikolaus M. Häring: The creations an creator of the world according to Thierry of Chartres and Clarenbaldus of Arras. In: archives d’Histoire doctrinale et litteraire du Moyen Age. Band  30, 1955, S. 137–216. Deutsche Übersetzung: Die Erschaffung der Welt und ihr Schöpfer nach Thierry von Chartres und Clarembaldus von Arras. In: Werner Beierwaltes (Hrsg.): Platonismus in der Philosophie des Mittelalters. Darmstadt 1969 (= Wege der Forschung. Band 197), S. 161–267.
- John R. Fortin: Clarembald of Arras as a Boethian commentator. Thomas Jefferson University Press, 1995, ISBN 0-943549-27-2.
- David B. George, John R. Fortin (Hrsg.): The Boethian commentaries of Clarembald of Arras. University of Notre Dame, 2002.